# Burg Schönstadt
Die Burg Schönstadt ist eine abgegangene Wasserburg am Südrand des Ortsteils Schönstadt der Gemeinde Cölbe im Landkreis Marburg-Biedenkopf in Hessen. An ihrer Stelle steht heute das Schloss Schönstadt, das noch einige Bauteile der einstigen Burganlage enthält.

## Beschreibung
Die heutige Anlage wurde von 1749 bis 1751 für Georg Friedrich Milchling von Schönstadt an der Stelle einer aus dem 13. Jahrhundert stammenden und 1344 erstmals urkundlich erwähnten Wasserburg erbaut. Es handelte sich um ein zweigeschossiges, siebenachsiges Herrenhaus mit Mansarddach und spätgotischem achteckigem Turm.

## Geschichte

### Mittelalter
Ob die Wasserburg von den 1273 mit Besitz im Ort genannten Brüdern Diedrich, genannt Schutzbar und Konrad Milchling von Michelbach, Söhnen des Konrad Milchling von Nordeck, erbaut wurde, ist nicht klar gesichert. Die Burg war Lehen von Kurmainz, und die Brüder waren Burgmannen auf der mainzischen Burg Mellnau. Die Nachkommen Konrads nannten sich später Milchling von Schönstadt. Nach 1464 trugen die Milchling die Burg dem Landgrafen von Hessen zu Lehen auf.

### Neuzeit

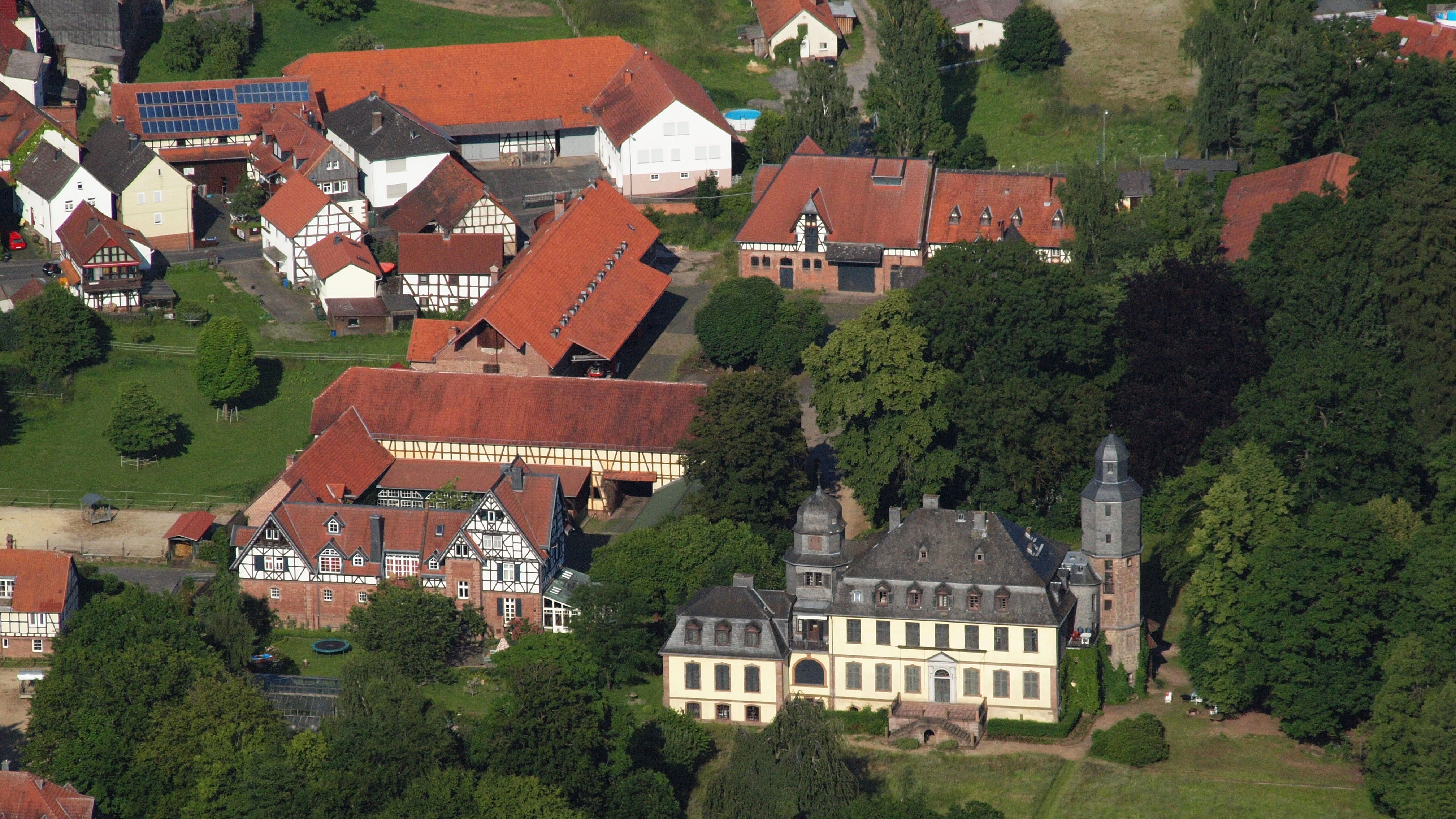
Luftaufnahme von Schloss Schönstadt

Auch in Orb waren die Milchlings als Amtmänner von Kurmainz in der 2. Hälfte des 16. Jahrhunderts aktiv.
Ob die Burg im Dreißigjährigen Krieg zerstört wurde, ist ebenfalls ungewiss. Nach dem Umbau zum Schloss blieb nur noch der achteckige Turmstumpf der Burg erhalten, der 1618 mit zwei Fachwerkgeschossen erhöht worden war.
1890 verkaufte Ludwig Ferdinand Milchling von Schönstadt den Besitz an den Chemiker und Unternehmer Eugen Lucius aus Frankfurt, einen der Begründer der Hoechst AG. Dieser ließ das Schloss um 1900 erneuern, wobei ein zweiter Turm hinzugefügt wurde. Von Eugen Lucius kamen Schloss und Gut durch Erbschaft zunächst an seine Tochter Eugenie, die 1887 den niederländischen Grafen Lodewijk Hieronymus Schimmelpenninck geheiratet hatte, und danach an deren Tochter Maximiliane Gräfin Schimmelpenninck (1889–1966), die mit dem Frankfurter Bankier Simon Moritz Freiherr von Bethmann (1887–1966) verheiratet war. Die Nachkommen des Ehepaars von Bethmann haben das Schloss noch heute in Besitz. Die gesamte Anlage befindet sich in Privatbesitz und ist der Öffentlichkeit nicht zugänglich.